# Vänge landskommun, Uppland
För landskommunen med detta namn på Gotland, se Vänge landskommun, Gotland.
Vänge landskommun var en tidigare kommun i Uppsala län. 

## Administrativ historik
Kommunen inrättades i Vänge socken i Ulleråkers härad i Uppland när 1862 års kommunalförordningar trädde i kraft 1863. 
Vid kommunreformen 1952 gick den upp i Norra Hagunda landskommun, som 1971 uppgick i Uppsala kommun. 